# Wilsford, Lincolnshire
Wilsford är en ort och civil parish i Storbritannien.   Den ligger i grevskapet Lincolnshire och riksdelen England, i den sydöstra delen av landet, 160 km norr om huvudstaden London. Wilsford ligger 33 meter över havet och antalet invånare är 392.
Terrängen runt Wilsford är platt. Runt Wilsford är det ganska tätbefolkat, med 108 invånare per kvadratkilometer. Närmaste större samhälle är Sleaford, 7,0 km öster om Wilsford. Trakten runt Wilsford består till största delen av jordbruksmark.